# Врачанска филхармония
Врачанската филхармония е филхармоничен оркестър във Враца.

## История
Основана е като градски симфоничен оркестър през 1909 г. В периода 1953 – 1973 г. е част от Врачанската опера. След 1973 г. е Държавна филхармония – Враца.
Филхармонията изнася концерти в Австрия, Германия, Унгария, Италия, Словакия, Румъния, Гърция. Под диригентството на Манфред Кумле, Валери Вачев и Найден Тодоров записва множество произведения.